# Karl Ortmann
Friedrich Karl Ortmann (né le 28 mars 1859 à Düsseldorf et mort le 1er novembre 1914 à Coblence) est un homme politique prussien. Il est maire de Coblence de 1900 jusqu'à sa mort en 1914 et député de la chambre des seigneurs de Prusse.

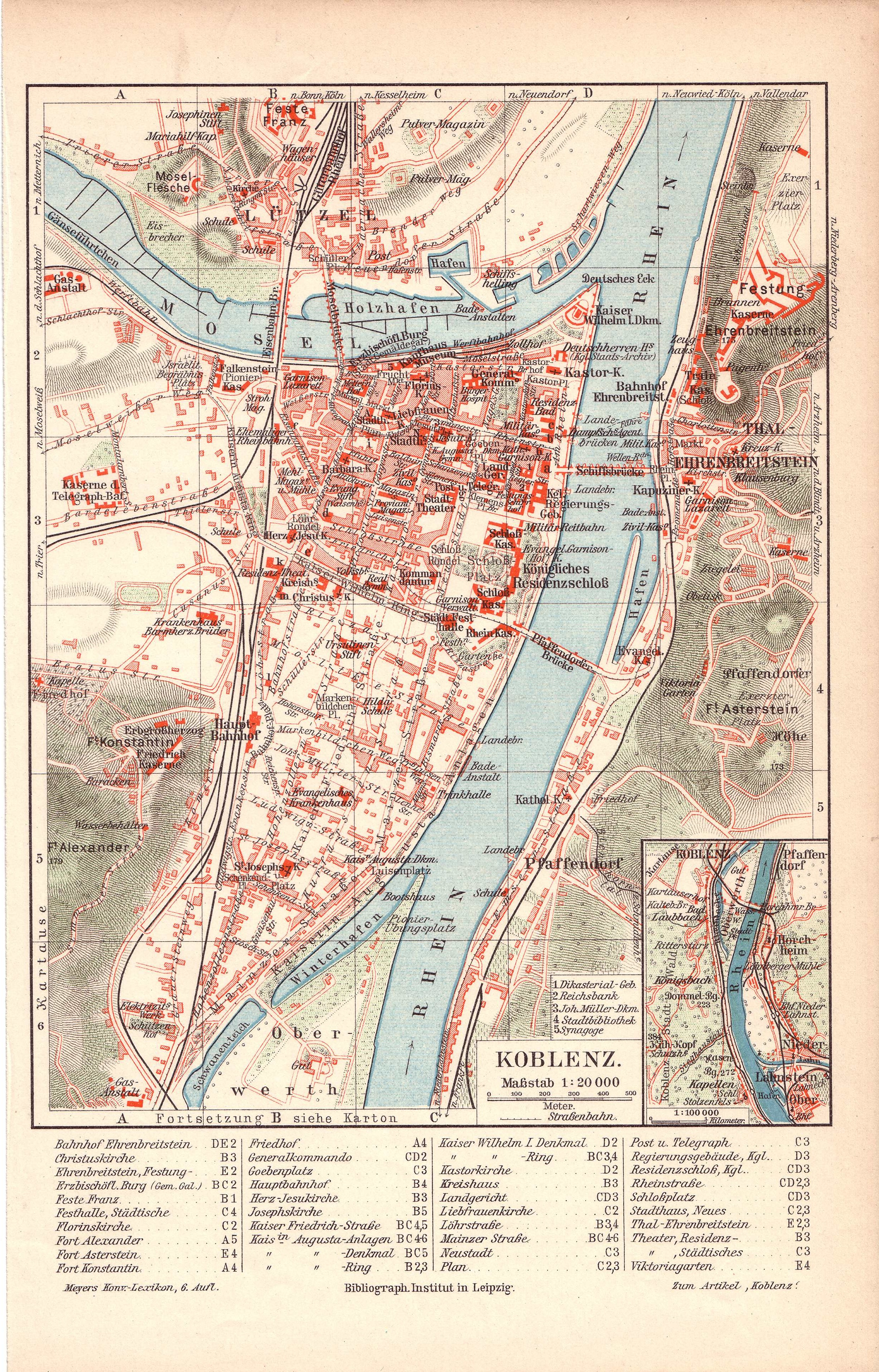
Plan de la ville de Coblence 1905

## Biographie
Ortmann travaille pour la ville de Coblence depuis 1889. Le conseil municipal l'élit le 13 octobre 1900 pour succéder à Emil Schüller (de), initialement comme maire. Il reçoit le titre de maire le 9 août 1904. L'ouverture de la salle des fêtes municipale (1901), l'incorporation de Moselweiß (1902), l'ouverture de la gare centrale (1902), la construction de l'église évangélique du Christ (de) (1904), la construction du bâtiment du gouvernement prussien dans les installations rhénanes (de) (1905), la construction du lycée Empereur-Guillaume (de) (1907), l'inauguration du monument Barbara (de) (1907), la construction de la Direction générale de la Poste (de) sur le Friedrich-Ebert-Ring (1907) et la construction du bâtiment pour la haute présidence prussien de la province de Rhénanie (1910).
Sur recommandation du maire, Debeka (de), nouvellement créée, s'installe à Coblence en 1905. Le premier Zeppelin atterrit sur la Karthause en 1909. Ortmann achète le 16 novembre 1911 le Residenzbad dans la Kastorpfaffenstraße. Jusqu'à l'ouverture de la piscine municipale en 1965, c'est la seule possibilité de nager même en hiver. En 1912, le premier service de nettoyage des rues est mis en service à Coblence. Ortmann meurt peu de temps après le début de la Première Guerre mondiale. Il est enterré dans une tombe d'honneur au grand cimetière de Coblence.